# 弗莱基耶尔
弗莱基耶尔（法語：Flesquières，法語發音：[flɛkjɛʁ]）是法国上法蘭西大區北部省的一个市镇，属于康布雷区。

## 地理
弗莱基耶尔（50°7'26"N, 3°7'0"E）面积6.28 平方千米，位于法国上法蘭西大區北部省，该省份为法国最北部的省份及最长的省份，西北濒北海，西接加来海峡省，南至埃纳省和索姆省，东与比利时接壤。
与弗莱基耶尔接壤的市镇（或旧市镇、城区）包括：埃斯科河畔康坦、马尔宽、埃斯科河畔努瓦耶勒、格兰库尔莱阿夫兰库尔、里贝库尔拉图尔、阿夫兰库尔。

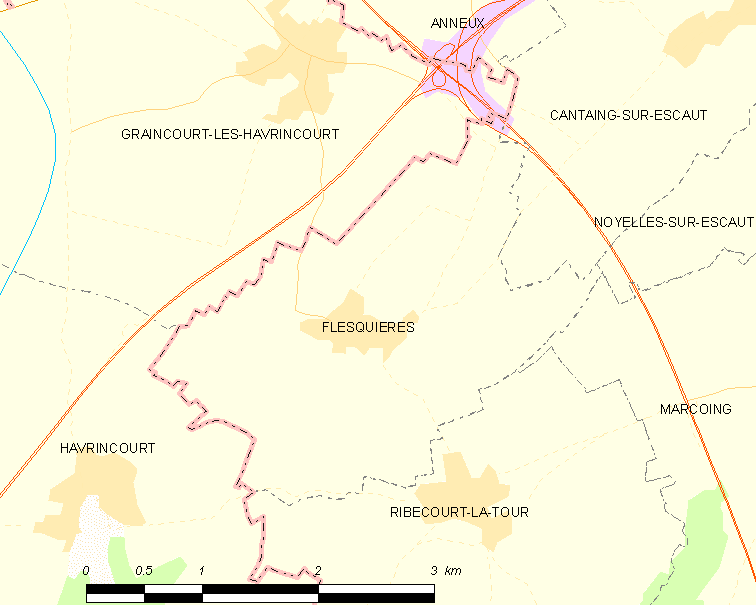
弗莱基耶尔的OSM定位图

弗莱基耶尔的时区为UTC+01:00、UTC+02:00（夏令时）。

## 行政
弗莱基耶尔的邮政编码为59267，INSEE市镇编码为59236。

## 政治
弗莱基耶尔所属的省级选区为勒卡托康布雷西县。

## 人口

1962-2008年间弗莱基耶尔人口变化图示

弗莱基耶尔于2022年1月1日时的人口数量为269人。